# 刘和平 (剧作家)
刘和平（1953年—），生于湖南衡阳，籍贯湖南邵东，中国剧作家，一级编剧。中广联电视剧编剧工作委员会会长。编剧作品有《雍正王朝》、《大明王朝1566》、《北平无战事》、《李卫当官》、《援军明日到达》。